# Autoportrait (Dalí, 1972)
Pour les articles homonymes, voir Autoportrait (homonymie).
Autoportrait est un tableau réalisé par le peintre espagnol Salvador Dalí en 1972. Cette huile sur toile agrémentée d'un collage est un autoportrait de profil devant lequel apparaît un visage composite constitué de ceux de Marilyn Monroe et Mao Zedong. Elle est conservée dans une collection privée.